# Марион (округ, Миссури)
Округ Марион (англ. Marion County) — округ штата Миссури, США. Население округа на 2009 год составляло 28 449 человек. Административный центр округа — город Палмайра.

## История
Округ Марион основан в 1826 году.

## География
Округ занимает площадь 1134,4 км².

## Демография
Согласно оценке Бюро переписи населения США, в округе Марион в 2009 году проживало 28 449 человек. Плотность населения составляла 25,1 человек на квадратный километр.